# Keytesville, Missouri
Keytesville, Missouri (енгл. Keytesville) град је у америчкој савезној држави Мисури.

## Демографија
По попису из 2010. године број становника је 471, што је 62 (-11,6%) становника мање него 2000. године.
| Група             | 2000.       | 2010.       |
| Белци             | 508 (95,3%) | 464 (98,5%) |
| Афроамериканци    | 21 (3,9%)   | 3 (0,6%)    |
| Азијати           | 0 (0,0%)    | 2 (0,4%)    |
| Хиспаноамериканци | 1 (0,2%)    | 0 (0,0%)    |
| Укупно            | 533         | 471         |